# Seznam bojových umění
Seznam bojových umění:

## Africká bojová umění

### Nigérie
- Dambe

### Jižní Afrika
- Ngunský boj s tyčemi
- Rough and Tumble

### Súdán
- Núbijský zápas

### Togo
- Evala wrestling

### Ostatní
- Kanárský zápas

### Egypt
- Tahtíb

### Angola
- Capoeira

## Asijská bojová umění

### Borneo
- Pencak Silat

### Kienskébojová umění
- Pierre Jack Soo

### Kambodža
- Bokator
- Kbach kun boran
- Kbach kun dambong veng
- Khmer Box
- Khmerský Tradiční zápas
- Pradal serey

### Čínská bojová umění
- Bafaquan
- Baguazhang [Pa-kua čang]
  - Fu
  - Sun
- Bajiquan
- Baihequan
- Bai Mei
- Beishaolin Quanmen
- Chow Gar (Kant.)
- Cailifo, Choy Lay Fut (kant.)
  - Xiongsheng (Kant.: Hungsing)
  - Beisheng (Kant.: Baksing)
- Ditangquan
- Fanzi Yingzhao
- Emeiquan
- Fanziquan
- Fu Jow Pai (Kant.)
- Gouquan
- Heihuquan
- Monkey Kung Fu
- Huaquan
- Hung Fut (Kant.)
- Hongjia (Kant.: Hung Gar)
- Jow-Ga (Kant.)
- Lau Gar (Kant.)
- Leopard Kung Fu
- Liang Yi
- Liuhe Bafa
- Changquan
- Luohan
- Meihua Quan
- Mian Quan
- Paochui
- Piguaquan
- Shaolin Quan
- Shuaijiao
- Shequan
- Tchaj-ťi čchüan
  - Čchen
  - Yang [Jang]
  - Sun [Sun]
  - Wu [Wu]
  - Wu/Hao
- Tanglangquan
  - Qixing
  - Meihua
- Tantui
- Tian Shan Pai
- Tongbeiquan
- Wing Chun
- Wudangquan
- Wuzuquan
- Xingyiquan
- Yau Kung Mun (Kant.)
- Yingzhaoquan
- Yiquan
- Zhaquan
- Zui Quan

#### Vysvětlivky
Názvy stylů, pokud není uvedeno jinak, jsou zapsané pomocí standardní česká transkripce nebo pinyin transkripce (bez vyznačení tónů). V případech kdy se název v pinyinu nepoužívá, je uveden v kantonské čínštině ve Wade-Giles transkripci. 
V hranatých závorkách coby výslovnost je pak pak standardní česká transkripce.
Čínské styly bojových umění se mimo Čínu často označují poněkud nesprávně slovem gongfu [kung-fu].

### Filipínskábojová umění
- Arnis
- Buna
- Cinco Teros
- Dumog
- Eskrima
- Espada y Daga
- IKAEF
- Jendo
- Kali Sikaran
- Kombatan
- Modern Arnis
- Pananjakman
- Pangamut
- Sikaran
- Suntukan
- Yawyan

### Indickábojová umění
- Adithada
- Bothati
- But marma atti
- Gatka
- Inbuanský zápas
- Kabaddi
- Kalarippajattu
- Kuttu varisai
- Lathí
- Malla-yuddha
- Malyutham
- Mukna
- Niyuddha-kride
- Pehlwani पहलवानी
- Sarit Sarak
- Silambam
- Šastra-vidjá (Gatka) ਗਤਕਾ
- Tang-ta
- Vadžramuští वज्र मुश्टि
- Varma Kalai வர்மக்கலை

### Indonésie
- Kuntao
- Pencak Silat
- Sindo

### Japonskébojové umění
- Aikibudo

- Aikidó
- Battodžucu
- Bódžucu
- Budžinkan
- Daitó-rjú aiki-džúdžucu
- Genbukan
- Gošin džúdžucu
- Hakko Ryupřeložit
- Iaidó
- Džinenkan
- Džódó
- Judo
- Jiei-Jutsu Džiei-džucu
- Jiu-Jitsu Džú-džucu
- Kendó
- Kendžucu
- Kenpó
- Kenpó kai
- Kinomiči
- Kyokushin
- Kjúdó
- Naginata-dó
- Nakamura Rjú
- Nanbudó
- Nindžucu
- Nippon Kempó
- Puroresu
- Shindo Yoshin Ryupřeložit
- Shidokanpřeložit
- Šinkendó
- Šintaidó
- Shintai Donení to totéž?
- Shoot box
- Shooto (修斗)přeložit
- Shorinji kempopřeložit
- Šótókan
- Shukokaipřeložit
- Sumó
- Taidó
- Taiho-Jitsupřeložit
- Taidžucu
- Tenšin Šóden Katori Šintó-rjú
- Toyama Ryupřeložit
- Curiai-Rjú Gošin Džucu
- Jabusame
- Jagjú Šingan-rjú
- Wado Rjú

#### Okinawa
- Goju-ryupřeložit
- Iššin-rjú
- Karate
- Kobudo nebo Okinawa kobudo
- Naha-te
- Rjú Te
- Ryuei-ryupřeložit
- Shorin-ryu nebo Okinawa Shorin-ryu karate
- Tegumi
- Ueči Rjú

### Korejskábojová umění
- Gwon-gyokdo
- Haidong Gumdo
- Han Mu Do
- Hankido
- Hankumdo
- Hapkido
- Hoi Jeon Moo Sool
- Hup Kwon Do
- Hwarangdo
- Kuk Sool Won
- Kumdo
- Kunmudo
- Kyuki Do
- Seon-Kwan-Moo
- Shippalgi
- Subak
- Ssireum
- Taekwondo
- Tchekkjon
- Tangsudo
- Tukong moosul
- WonHwaDo
- Yongmudo
- Musado

### Laos
- Ling Lom

### Malajsie
- Silat Melayu

- Tomoi

### Mongolsko
- Mongolský zápas
- Böch

### Srí Lanka
- Angampora
- Činadi

### Kienské bojové umění
- [Pierre Jack Soo]

### Vietnamskábojová umění
- Cuong Nhu
- Cuong Nhu Vo Dao
- Tu-Thân
- Viet vo dao
- Vo Dao Vietnam

Thajský box

## Evropská bojová umění

### Hlavní
- Allkampf-jitsu
- Amatérský wrestling
- Lukostřelba
- Box
- European dueling sword
- Šerm
- Historický šerm
- Jousting
- Melee
- Zápas
- FISFO

### Česko
- Sorudo (Reálná sebeobrana)

### Spojené království
- Bare-knuckle boxing
- Quarterstaff

#### Anglie
- Bartitsu
- Box
- Cornish wrestling
- Defendu
- Jieishudan
- Lancashire wrestling
- Spirit Combat
- Zhuan Shu Kuan

#### Skotsko
- Dirk Dance (Skotský tanec s nožem)
- Scottish Backhold

### Finsko
- Hanmoodo
- Kas-pin

### Francie
- Bâton français
- Gouren
- Kinomichi
- La canne
- Lutta corsa
- Savate
- FISFO

### Gruzie
- Khridoli (ხრიდოლი)

### Německo
- German Ju-Jutsu
- German school of swordsmanship
- Kampfringen
- Musado

### Řecko
- Pankration

### Irsko
- Bata (martial arts)|Bata
- Bare-knuckle boxing

### Itálie
- Caestus
- Greco-Roman wrestling
- Italian school of swordsmanship
- Liu-bo

### Norsko
- Stav
- Glima

### Polsko
- Combat 56
- Uhlan

### Portugalsko
- Jogo do Pau

### Rusko
- Buza
- ROSS
- Russian All-Round Fighting
- Sambo
- Systema

### Srbsko
- Real Aikido
- Svebor
- Svibor

### Španělsko
- Juego del Palo
- Zipota

### Švédsko
- Glima

### Švýcarsko
- Schwingen

## Blízký východ

### Egypt
- Egyptian stick fencing (tahtíb)

### Írán
- Koshti

### Izrael
- Abir
- Kapap
- Krav Maga

### Turecko
- Sayokan
- Yağlı güreş

### Uzbekistán
- Kurash

## Severní Amerika

### Haiti
- Kalenda

### USA
- American Karate System
- American Kenpo
- Collegiate wrestling
- Defendo
- Danzan Ryu
- Hoshin Roshi Ryu
- Hurricane Combat Arts
- Inoue grappling
- Hybrid martial arts
- Haak Lung Chuan-Fa
- Jailhouse rock
- Jeet Kune Do
- kickboxing
- Kokondo
- Marine Corps LINE Combat System
- Marine Corps Martial Arts Program
- Model Mugging
- Neko-ryu
- Progressive Fighting System
- Red Warrior
- S.C.A.R.S.
- Shen Lung Kung Fu
- Shingitai Jujitsu
- Shootfighting
- Shoot wrestling
- To-Shin Do
- Tora Dojo
- Youn Wha Ryu
- Wen-Do
- World War II combatives

## Bojová umění Oceánie

### Austrálie
- Zen Do Kai

### Havaj
- Kapu Kuialua
- Limalama
- Kajukenbo

### Nový Zéland
- Mau rakau

## Bojová umění Jižní Ameriky

### Bolívie
- Tinku

### Brazílie
- Brazilské Jiu-Jitsu
- Capoeira (mateřská země - Angola)
- Kombato
- Luta Livre
- Maculelê

### Peru
- Vacón